# Pongó-Dankai Dominik
Pongó-Dankai Dominik (Nyíregyháza, 2005. április 14.) magyar utánpótlás válogatott labdarúgó.

## Pályafutása
Pongó-Dankai Dominik Nyíregyházán kezdett futballozni, tízéves koráig a nyírségi városban sportolt, majd a fővárosba került,ahol egy-egy évet töltött a Mészöly Focisuliban és az MTK Budapest FC-ben. A kék-fehéreknél két idényen át játszott, majd tizenkét évesen Spanyolországba költözött. 2022. február 16-án debütált az utánpótlás válogatottban, Svájc ellen.